# Бадр ад-Дин аль-Фараби
Бадр ад-Дин аль-Фараби (полное имя: Бадр ад-Дин ибн Нур ад-Дин ибн Айюб ибн Ибрахим аль-Фараби; 50-е годы XIV века, Фараб — начало XV века, там же) — педагог и переписчик. Образование получил в медресе городов Отрар, Бухара и Самарканд. Преподавал в медресе Фируз-шаха в городе Герат. До наших дней дошло переписанное им произведение «Шахр ал-Бурда ли-л-Бусири» Фахр ад-Дина аш-Ширази (XIV век). В рукописном фонде Института востоковедения Академии наук РФ хранится записанный переписчиком «Шахр» («Пояснение») Фахр ад-Дина аш-Ширази к поэме «ал-Бурда» египетского поэта Шараф ад-Дина Мухаммеда ибн Сайида ал-Бусири (1222—1296), посвященной пророку Мухаммеду.